# Jean-Michel Tchouga
Jean-Michel Tchouga (* 20. Dezember 1978 in Yaoundé, Kamerun) ist ein ehemaliger kamerunischer Fussballspieler.

## Karriere

### Verein
Ab 1997 spielte Tchouga bei Yverdon-Sport. 2000 verpflichtete ihn der FC Basel. In seine erste Spielzeit dort startete er mit sieben Treffern in den ersten drei Spielen; insgesamt gelangen ihm als Stammspieler in der kompletten Saison 13 Tore in 33 Einsätzen. In der folgenden Saison verlor er jedoch seinen Stammplatz und kam nur noch zu zehn Einsätzen in der Nationalliga A. Es folgten Leihgeschäfte mit Lausanne-Sport, dem FC Lugano und zu Concordia Basel, ehe sich Tchouga 2004 dem FC Luzern anschloss.
In der Saison 2005/06 wurde er mit 27 Toren aus 34 Spielen Torschützenkönig für den FC Luzern in der Challenge League, der zweithöchsten Fussball-Liga der Schweiz und stieg in die Super League auf. Tchouga amtete beim FC Luzern in der Saison 2005/06 und Hinrunde 2006/07 als Mannschaftskapitän, ehe er auf freiwillige Initiative das Amt an David Zibung abgab. Trickreiche Dribblings bei hoher Geschwindigkeit gehören zu seinen Stärken. Er war der Publikumsliebling bei den Luzerner Fans. In seinen insgesamt 5 Saisons für den FC Luzern absolvierte Tchouga 97 Meisterschaftsspiele und schoss dabei 54 Tore.
Nachdem sein Vertrag beim FC Luzern nicht mehr verlängert worden war, unterschrieb Tchouga Im Januar 2010 beim Schweizer Zweitligisten FC Wohlen einen Vertrag bis Saisonende. Danach unterschrieb er im Juni 2010 Einjahresvertrag beim SC Kriens. Zwischen Juli 2012 und Januar 2015 spielte Tchouga für den FC Köniz in der 1. Liga Classic und nach dem Aufstieg in der Promotion League. Ohne Ablöse wechselte er anschließend zum SC Düdingen zurück in die vierte Liga. Ab Februar 2016 spielte er im Luzerner Seetal beim FC Hochdorf in der 2. Liga interregional.

### Nationalmannschaft
Tchouga spielte elfmal für die kamerunische Nationalmannschaft, zuletzt gegen Togo im Februar 2007.

## Erfolge
- Aufstieg in die Super League 2005/2006 mit dem FC Luzern
- Cupfinalteilnahmen 2005, 2007 mit dem FC Luzern
- Aufstieg 2013 mit dem FC Köniz in die Promotion League
- Torschützenkönig in der Challenge League 2005/06 (27 Tore)